# Tobiasz Piątkowski
Tobiasz Piątkowski (ur. 23 stycznia 1979 w Grójcu) – polski scenarzysta komiksowy. 
Absolwent Wydziału Architektury Politechniki Warszawskiej. Współautor m.in. serii „Status 7” i „48 stron” z Robertem Adlerem, albumów „Najczwartsza RP” z Przemysławem Truscińskim i „Pierwsza Brygada” z Januszem Wyrzykowskim i Krzysztofem Janiczem, serii Bradl i Ekspozytura „Rygor” (z Markiem Oleksickim) i Bazyliszki (z Wiesławem Skupniewiczem).
W 2003 otrzymał nagrodę Koraka dla najlepszego polskiego scenarzysty komiksowego podczas festiwalu Interkomix. Za komiks Pierwsza Brygada: Warszawski pacjent otrzymał razem w 2008 nagrodę w konkursie na najlepszy polski album podczas Międzynarodowego Festiwalu Komiksu w Łodzi (razem z Januszem Wyrzykowskim i Krzysztofem Janiczem).
W 2019 został odznaczony Brązowym Krzyżem Zasługi za "zasługi w działalności na rzecz upamiętniania prawdy o najnowszej historii Polski".